# Indonezystyka
Indonezystyka, inaczej indonezjanistyka – jedna z dziedzin orientalistyki, zajmująca się językami Indonezji (zwłaszcza językiem indonezyjskim), a także kulturą, historią, literaturą, religiami i grupami etnicznymi tego kraju. Związana jest ściśle z malaistyką  oraz austronezystyką i może dzielić się na mniejsze specjalizacje takie jak jawanologia. Tradycyjnym centrum badań nad Indonezją jest Uniwersytet w Lejdzie.